# Coahuixco
Coahuixco är en ort i Mexiko.   Den ligger i kommunen Chignautla och delstaten Puebla, i den sydöstra delen av landet, 180 km öster om huvudstaden Mexico City. Coahuixco ligger 2 141 meter över havet och antalet invånare är 2 566.
Terrängen runt Coahuixco är bergig, och sluttar norrut. Runt Coahuixco är det ganska tätbefolkat, med 179 invånare per kvadratkilometer. Närmaste större samhälle är Teziutlan, 5,4 km öster om Coahuixco. I omgivningarna runt Coahuixco växer huvudsakligen savannskog.